# تاريخ تونس الحديث
تمتد هذه الفترة من تاريخ تونس بين 1574 بداية الحكم العثماني و1881 وانتصاب الحماية الفرنسية.

## الحكم العثماني

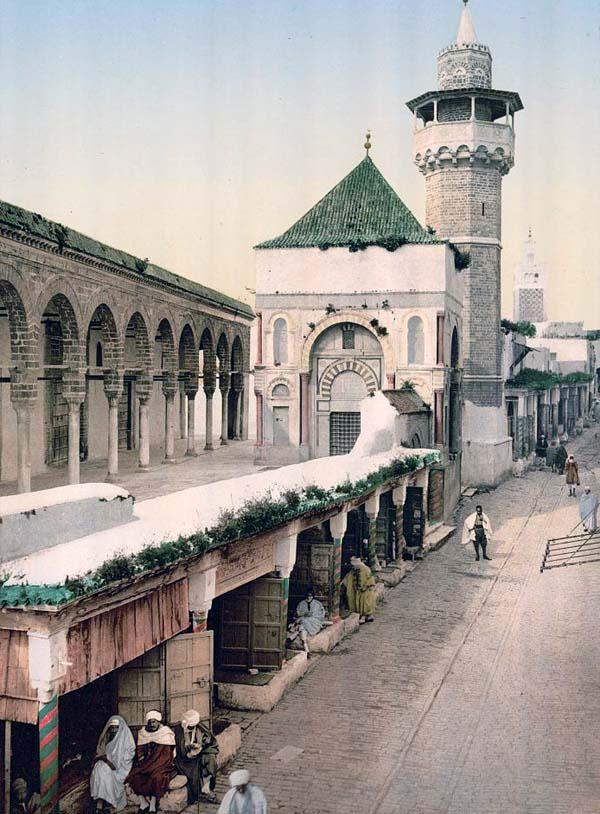
جامع يوسف داي الذي بني عام 1616

تحولت تونس إلى إيالة عثمانية سمي على رأسها باشا يمثل السلطان يساعده مجلس ديوان متكون من كبار ضباط الجيش الانكشاري فيما آلت الأمور القضائية والدينية إلى قاضي حنفي. ولإن تمكن العثمانيون من السيطرة على المدن الكبرى بقيت عدة مناطق داخلية خارجة عن سلطتهم. وفي 1581 قام أحد الأمراء الحفصيين أحمد بن محمد بمحاولة لاستعادة الحكم انطلاقا من إيطاليا فقام بإنزال بحري ناجح في خليج قابس وتمكن في بادئ الأمر من الانتصار على القوات العثمانية إلا أن محاولاته لاقتحام العاصمة باءت بالفشل. وقد أدى التمرد داخل البلاد والخطر الإسباني خارجها إلى طغيان الجانب العسكري على الحكم. وفي 18 أكتوبر 1590 قام صغار الضباط الانكشاري بحركة تمرد تمكنوا على إثرها من فرض تغيير على تركيبة الحكم في الإيالة إذ أصبح الحكم الفعلي في يد مجلس الديوان الذي انتخب على رأسه داي، في حين أصبح حكم الباشا رمزيا. لم يدم الحكم الجماعي للديوان طويلا إذ سرعان ما انفرد الداي بالسلطة وقد توالى عدة دايات على المنصب من أبرزهم عثمان ويوسف داي. شهدت البلاد في أواخر القرن السادس عشر وبداية القرن السابع عشر ازدهارا واسعا بفضل مداخيل الجهاد البحري وحلول الأندلسيين المطرودين من إسبانيا الذين أدخلوا حيوية لقطاع الفلاحة ولصناعات النسيج. عام 1609 أحدث منصب الباي لتولي جمع الضرائب وإخضاع القبائل المتمردة على رأس مؤسسة عسكرية سميت بالمحلة. عام 1613 سمي مملوك ذو أصل كورسيكي يدعى جاك سانتي في منصب الباي وقد استطاع من كسب ثقة الباب العالي بعد إخماده لعدة حركات تمرد قبلية فرفع إلى رتبة باشا عام 1631 وقبل وفاته قام بتوريث المنصب لابنه محمد الذي استطاع تدريجيا تهميش دور الدايات وتوريث الحكم بدوره لصالح ذريته لتصبح البلاد عمليا مستقلة من الحكم العثماني.

### المراديون

راية المراديين

استمر تولي حمودة باشا منصب الباي 35 عاما استطاع فيها تدعيم سلطته على حساب الدايات. فعلى عكس الدايات التي كانت سلطتهم محدودة في العاصمة استطاع الباي فرض نفوذه في باقي البلاد بفضل عائدات الجباية وانفتاحه على أعيان التجمعات الداخلية وتحالفه مع القبائل. شهدت البلاد في فترة تولي حمودة باشا منصب الباي، نهضة عمرانية بإنشاء عدة أسواق وبنايات كجامع حمودة باشا ودار حمودة باشا ودار الباي. بعد وفاته عام 1666 خلفه ابنه مراد باي الثاني الذي استطاع التغلب على الداي حاج علي لوز الذي حاول إزاحته من منصب الباي. بعد وفاته دخل أولاده الثلاثة في سلسلة صراعات على الحكم أضعفت البلاد. وآل الحكم على التوالي ابتداء من 1675 إلى 1698، إلى علي الأول (1675 - 1688)، محمد الثاني (1688 - 1695)، ثم رمضان باي المرادي (1695 - 1698). عام 1698 تمكن مراد الثالت من الإطاحة بعمه رمضان إلا أن حكمه لم يستمر طويلا إذ اغتاله آغا الصبائحية إبراهيم الشريف بأمر من العثمانيين ولينتهي بذلك حكم البايات المراديين. كافأ الباب العالي الشريف بتعيينه بايا ودايا في نفس الوقت وبقي محافظا على الحكم إلى أسره من طرف داي الجزائر ليحصل فراغ في السلطة استغله مساعده حسين بن علي ليتولي منصب الباي ليكون بذلك أول البايات الحسينيين.

## الدولة الحسينية

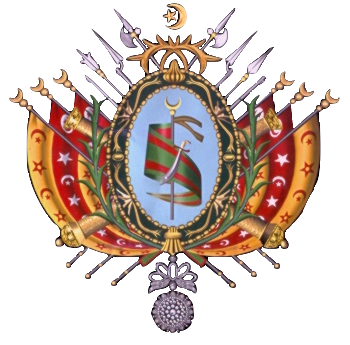
راية الحسينيين

يعود أصول حسين بن علي من جهة والده إلى جزيرة كريت التي كانت تابعة للإمبراطورية العثمانية، في حين تنتمي أمه إلى قبيلة شنوف العربية. تولى الحكم في 15 جويلية 1705 وقد اعتمد أولا على العنصر التركي قبل يأخذ شيئا فشيئ ثقة جزء من أعيان البلاد. عرفت البلاد أولا استقرارا بعد اضطرابات أواخر العهد العهد المرادي إلا أنها دخلت في حرب أهلية بعد تمرد ابن أخ الباي علي باشا الذي استعان بداي الجزائر واستطاع التغلب على حسين بن علي الذي اعدم. وأصبحت آلية انتقال السلطة لصالح كبير العائلية الحسينية مهما كانت قرابته بالباي وقد بقي التقليد فاعلا إلى نهاية الحكم الحسيني عام 1957. تداول على الحكم بعد وفاة علي باي الأول كل من محمد الرشيد بن حسين (1756-1759) وعلي باي بن حسين (1759-1782) ثم حمودة باشا (1782-1814) الذي شهدت البلاد في عهده ازدهارا اقتصاديا ومعماريا. عرفت الإيالة التونسية، التي ظلت تتمتع باسقلالية كبيرة عن الباب العالي، فترات عصيبة في عهدي عثمان باي ومحمود باي بسبب انحسار الجهاد البحري وانتشار الأوبئة وتتالي حركات التمرد للانكشارية. تواصل ركود البلاد طوال عهدي حسين باي بن محمد (1834-1835) ومصطفى باي بن محمد (1835-1837). وقد حاول أحمد باي في فترة حكمة (1837-1855) تطوير الجيش إلا أن قلة الموارد المالية أدت إلى تدهور ميزانية الدولة. وفي 1859 قام محمد باي بإصدار عهد الأمان كأول وثيقة أساسية تضمن حقوق المواطنة وفي عهد الصادق باي أصدر عام 1861 أول دستور للبلاد لكن أوقف العمل به بعد ثورة 1864 الشعبية التي اندلعت بعد مضاعفة الضرائب. ازدادت الأزمة المالية حدة في السنوات التالية لتصبح البلاد خاضعة لكومسيون مالي فرضته عليها الدول الأوروبية بعد استحالة الحكومة تسديد ديونها الخارجية. ومما زاد الطين بلة في تلك الفترة الفساد الحكومي وتوالي الفضائح المالية ورغم محاولات الوزير الأكبر خير الدين باشا الإسراع بالإصلاحات إلا أن الأزمة ظلت مستفحلة مما ولد أطماع فرنسا وإيطاليا اللتان أصبحتا تتنافسان علنا على البلاد. وفي 1881 استغل الفرنسيون مناوشات على الحدود مع الجزائر التي يحتلونها منذ 1830 لغزو الإيالة، ورغم مقاومة عدة مناطق للقوات الفرنسية إلا أن الصادق الباي أجبر على إمضاء معاهدة باردو التي أصبحت على إثرها البلاد محمية فرنسية.